# Salacia kanukuensis
Salacia kanukuensis är en benvedsväxtart som beskrevs av Albert Charles Smith. Salacia kanukuensis ingår i släktet Salacia och familjen Celastraceae. Inga underarter finns listade.